# Редерсайм
Редерса́йм (фр. Raedersheim) — коммуна на северо-востоке Франции в регионе Гранд-Эст (бывший Эльзас — Шампань — Арденны — Лотарингия), департамент Верхний Рейн, округ Тан — Гебвиллер, кантон Гебвиллер. До марта 2015 года коммуна административно входила в состав упразднённого кантона Сульц-О-Рен (округ Гебвиллер).
Площадь коммуны — 5,69 км², население — 1095 человек (2006) с выраженной тенденцией к росту: 1150 человек (2012), плотность населения — 202,1 чел/км².

## Население
Численность населения коммуны в 2011 году составляла 1158 человек, а в 2012 году — 1150 человек.
| 1962 | 1968 | 1975 | 1982 | 1990 | 1999 | 2006 | 2011 | 2012 |
| ---- | ---- | ---- | ---- | ---- | ---- | ---- | ---- | ---- |
| 352  | 411  | 420  | 521  | 807  | 967  | 1095 | 1158 | 1150 |

Динамика населения:

## Экономика
В 2010 году из 819 человек трудоспособного возраста (от 15 до 64 лет) 623 были экономически активными, 196 — неактивными (показатель активности 76,1 %, в 1999 году — 73,9 %). Из 623 активных трудоспособных жителей работали 589 человек (311 мужчин и 278 женщин), 34 числились безработными (16 мужчин и 18 женщин). Среди 196 трудоспособных неактивных граждан 85 были учениками либо студентами, 56 — пенсионерами, а ещё 55 — были неактивны в силу других причин.
На протяжении 2011 года в коммуне числилось 426 облагаемых налогом домохозяйств, в которых проживало 1128,5 человек. При этом медиана доходов составила 23656 евро на одного налогоплательщика.

## Достопримечательности (фотогалерея)
- Колокольня